# 鳥羽港防波堤工事公文書改ざん問題
鳥羽港防波堤工事公文書改ざん問題（とばこうぼうはていこうじこうぶんしょかいざんもんだい）とは、三重県鳥羽市の鳥羽港で実施された鳥羽港港湾改修事業に関する公文書の情報公開請求に対し、三重県港湾・海岸室（現港湾・海岸課）が組織ぐるみで文書の一部を削除、改竄（かいざん）して公開した問題。
本事件発覚後に行われた県の内部調査の結果、天災などの理由で工事の予算執行年度を1年繰り延べる事故繰越手続きを虚偽の文書で不正に行っていたことのほか、不正入札を示唆する文書の存在が明らかになっている。

## 概要
朝日新聞が三重県に対して情報公開請求した公文書のうち2件について改竄等が行われた可能性があることが2012年6月同紙に掲載された。この件について、石垣英一副知事は「改竄が事実なら、情報公開制度に対する冒涜だ」と述べた上で調査を行うと表明した。調査の結果、他にも10件(計12件)の公文書について同様の改竄が行われた疑いがあると発表した。これをうけて、鈴木英敬知事は「行政への信頼を損なう重大な問題だ」と述べ、外部有識者を交えた調査チームを立ち上げ、8月末までに改竄で隠そうとしたとされる不正な繰越手続きと入札手続きを含めて調査を行うこととした。
その後、8月31日に県は調査チームによる調査結果を発表し、保存されていた電子データの更新日時等から情報公開請求された19件中11件について改竄があったことと、国への事故繰越の申請書類に別の写真を流用するなどの虚偽記載があったことを認め、知事が陳謝した。
また、年度内完成ができずに事故繰越が必要となったことについては、防波堤となるケーソンの据え付けがチリ地震により海底地盤が動いたためできなくなったことを理由にしていたが、堺市で製作しているケーソンが4月1日時点でも製作中であることが工事写真の記録から確認された。これにより、チリ地震が事故繰越の原因になりえない、そもそもが不正な申請だったことが判明し、同時に、出来高払いを実施した工事検査が不正だったことも明らかになった。
この調査報告書については県議会の防災県土整備企業常任委で取り上げられ、傍聴していた議員が「県が契約直後に3ヶ月の工期延長を承諾している点が不審であり、当初から事故繰越を想定していたものではないか」と報告書自体に重大な虚偽が含まれている可能性を指摘した。これに対する県の回答に対し「疑問が解消されていない」として今後も議論を続けるものとしている。
その後の全員協議会において、過去5年間の国補事業の事故繰越および、過去3年間の情報公開の調査、管理職員への研修、全職員に対する管理職員による研修、意志決定のプロセスの見直しなどを行うこと等の再発防止策の骨子について発表があり、植田隆副知事と坪井俊輔弁護士を代表とする再発防止対策チームを発足させた。
調査結果を受けて職員の懲戒処分が行われ、部下の不正行為の提案を了承した当時の港湾・海岸室長が停職3ヶ月、その他管理職3名が知事文書注意と訓戒(すでに退職した管理職員3名は在職時の1ヶ月分の給与の10分の1を自主返納)、同室や志摩建設事務所職員7人が1ヶ月から4カ月間の減給10分の1の処分を受けた。また、元々3割減額している知事自らの給料を4カ月間4割の減額にした。その翌日横山雅文弁護士を講師に招き、対象者約700人のうち約180人を対象とするコンプライアンス（法令順守）と危機意識に関する研修が行われた。不正に繰り越した補助金は、加算金約1,100万円を加えた約6,300万円を国に返還するが、加算金については職員のカンパで充当することを検討するとしている。

## 不正行為の内容

### 事故繰越の不正申請

#### 工事内容
事故繰越の対象となった工事は、鳥羽港佐田浜地区の東防波堤の工事である。防波堤はケーソンとよばれる巨大なコンクリートの箱を陸上で製作した後、船に積み込んで海上輸送し、これを捨て石と呼ばれる石で基礎固めした海中に沈めて据え付ける。その後、被覆石と呼ばれる石で足下を固めて、本体には錘となる砂を詰めコンクリートで蓋をして完成する。三重県は、これを(1)ケーソンを製作し、海上輸送して港内の指定部分に仮置きする工事と、(2)基礎捨石を施工した後、仮置きされたケーソンを防波堤の指定の位置に据え付け、被覆石で根固めをする2つの工事に分割して発注した。前者は入札不調があった後の再入札で日立造船株式会社が受注、後者は地元の宮崎建設工業株式会社が受注した。
| 項目     | 製作・仮置き                                                          | 基礎・据付                          |
| -------- | --------------------------------------------------------------------- | ----------------------------------- |
| 公告日   | 平成21年8月7日                                                        | 平成21年11月20日                    |
| 工期     | 契約の日から平成22年3月30日まで                                       | 契約の日から平成22年3月30日まで     |
| 予定価格 | 197,733,900円                                                         | 46,402,650円                        |
| 落札金額 | 197,715,000円                                                         | 34,802,250円                        |
| 入札方法 | 一般競争入札(総合評価)                                                | 一般競争入札(総合評価)              |
| 工事概要 | ケーソン製作 1函 ケーソン進水 1函 ケーソン仮置 1函 止水板製作取付 1式 | 基礎捨石工 145m3 ケーソン据付工 1函 |
| 請負者   | 日立造船株式会社                                                      | 宮崎建設工業株式会社                |

#### 事故繰越の理由
事故繰越とは、避け難い事故（例えば、暴風、洪水、地震等の異常な天然現象、地権者の死亡、工事中の崩落事故による中断、債務者の契約上の義務違反など）のためその年度内において支出が終わらなかった場合にできる繰越であり、通常の繰越申請と比べて非常に認められにくいが二回目の繰越は事故繰越でしか認められない。
本件の事故繰越の申請理由の概要は以下の通りである
。
しかしながら、早強コンクリートに変更しスピードアップしたにもかかわらず実際にケーソンが完成したのは4月であり、海中事故が遅れの原因にはなり得なかった。
事故繰越としては申請できないケースであることは明白であったが、県土整備部の方針として申請することとした結果、以下のような文書の偽造や不正な検査が行われることになった。

#### 虚偽申請書類・説明資料の作成
事故繰越を申請するために、虚偽の説明書類を作成して中部地方整備局港湾空港部に提出し、港湾空港部の職員に虚偽の内容で東海財務局と協議させた。書類は港湾・海岸室の職員が直接作成したり、志摩建設事務所の職員に作成するよう指示し、請負者の私印や社印が必要な書類には押印もさせている。
- 仮置きができれば日立造船の工事は完了できるが、ケーソンが完成しないため仮置きできない理由が必要だったことから国への文書では「津波でケーソンの据え付け箇所の補修に12日間要し、土台造りのための捨石投入と海底のならし作業が平成22年3月30日までずれ込み、仮置きすると投入作業ができないので年度内にケーソンを運べない」としたが実際に捨石の投入作業が行われたのは3月15日までだった[14]。
- 地震前の海中写真を撮影していなかったため、3月3日撮影の写真を2月23日撮影とし、捨石投入直後の石が散らばっている状況写真(3月18日)を被災直後の3月3日の写真として利用した[15]。
- 「補修に5日程度かかる」というシナリオの裏付け資料として、虚偽の工事打合簿を作成し、宮崎建設工業の担当者に押印させた[15]。
- 製作したケーソンを船に乗せるためのクレーン船の手配を平成22年3月に行っていたことにするために、社印付きの発注内示書を日立造船の担当者に作成・提出させた[15]。

#### 出来高検査の偽装
年度内にケーソンが完成したように偽装するため、完成したとする出来高検査を実施した。
- バラスト(ケーソンの安定を保つための錘の役割をするコンクリート)が未施工だったが出来高検査の対象とし、合格させた[13]。
- 当初、出来高部分検査は入札管理室の職員が行う予定であったが、港湾・海岸室の職員に検査員を変更した。入札管理室の職員には「検査がなくなった。」と説明した[16]。

#### 不要な工事の強要
- ケーソンが年度内に完成をしたように見せかけるため、4段目・5段目に必要のない早強コンクリートを使用した[13]。通常のコンクリートよりも早く強度が出るために養生期間が短縮できるが最終的な強度は通常のコンクリート相当である。

#### その他
チリ地震が発生する前にも同様に県の方針として事故繰越を中部地方整備局に打診しており、平成22年2月10日には「ケーソンを船に乗せる(進水)ための起重機船の故障」を理由に申請をするための下打ち合わせを行っているが、これについても虚偽であった。
- 改竄された平成22年2月12日の打ち合わせ記録の復元データに、ケーソン進水用大型起重機船のギアが1月16日に破損して修理・点検整備に2月16日までかかり、使用予定の他の工事が遅れることにより、玉突きで1ヶ月遅れてしまう旨の工事打合簿が見つかったが、その機重機船は1月下旬に東京湾で使用されていることが朝日新聞の調べで分かっている[17][18][19][20]。

### 不正入札
県報告書では否定しているものの、状況証拠からはじめから工期延長ありきの契約ではないかという疑いがある旨が9月12日の防災県土整備企業常任委員会の傍聴議員および委員の意見としてでている。

#### 不正入札を示唆する状況証拠
※太字は情報開示の際に消去された箇所
- 第1回入札で2回目の入札時の工期(192日)よりも長い212日の工期で公告したが参加希望業者が1者もなかった[23]。
- 入札不調後、不調の理由を確認するため参加可能業者に対して行った聞き取りの結果、全ての業者から工期が厳しいとの意見が出された。（業者の必要工期は、資材調達4ヶ月・コンクリート打設3ヶ月・曳航1ヶ月）[24]
- 『「必要な事務手続きの完了後、工期を変更する。」ことを明記しないと再度参加者がゼロになる可能性が高い。』とH21.7.16の打ち合わせ記録に記載がある[24]。
- 『日立造船との聞き取りで日立側から、「工期については、年度内完成は絶対に不可能であるが、当初設計の段階から、年度を跨ぐ工期設定を行うのが無理で、年度内工期となることを理解した。船舶回航費が実際の距離で減額となることについて了解した。」との回答があった。このことから参加意欲が十分あることを確認できた』と同打ち合わせ記録に記載がある[25]。
- 『工期については当初契約時から工期を22年4月以降に延ばして発注することは出来ないとのことから、当初契約時の工期は平成22年3月末日とします。』とH21.7.28の打ち合わせ記録に記載がある[25]。
- 契約直後の平成21年9月28日の工事打合簿で日立造船が申し出た3ヶ月間の工期延伸を承諾している[26]。

#### 不正入札に関する調査の問題点
当初、副知事をトップとする全庁的な内部調査チームを立ち上げて調査すると発表し、報告書でも『「文書調査グループ」と「工事関係調査グループ」を設け、部を越えた全庁的な調査体制のもとで、全容の解明に向けて取り組む』としていた。しかしながら、文書調査グループによる聞き取りは全庁的な体制で行われたものの、工事関係調査グループによる聞き取りは県土整備部のみで行われた。調査報告書では上記の改竄部分の記述について、調査事項の決定にのみ採用し、ヒアリング時の証言で文書の内容を否定している。しかしながら証言は矛盾や不審な点を数多く含んでいる。
| 証言・書類内容 | 矛盾・問題点 |
| --- | --- |
| (書類調査)同種工事の工期、積算基準にある作業効率(平均作業日数)及び今回工事の施工実績を参考に作業期間を算出した結果、最短では184日間の工期とすることができた。 | 調査報告書資料によると積算基準では算出できない鋼殻製作部分の施工日数について過去の施工実績を用いて算出した工期は240日から265日、鋼殻製作に要する日数を同規模重量の箱桁橋を参考として試算した結果が184日としている。184日は試算したもののうち最も都合のいい数字を採用したものである。積算基準は適用範囲が定められており、一般的に適用範囲外の工事に関する費用や歩掛（単位数量を施工するのに必要な資機材や人工）は見積やヒアリングを採用し、安易に他工種の基準を準用することは御法度とされている。そもそも検証対象である実行不可能な工期でなかったかどうかは入札が適正であったかどうかの基準としては不適切であり、標準的な施工業者が参加可能な工期であったかどうかで検証するのが適切である。物証として残っている7者のヒアリング結果から判断して1回目入札の212日でも不足していると考えるのが妥当である。 |
| (関係職員)厳しい工期であると認識していたが、中部地方整備局から6か月で完成した事例があることを聞いていたので、この工期で契約できれば受注者の努力により、年度内に完成できると思っていた。 | 『「必要な事務手続きの完了後工期を変更する」ことを明記しないと再度参加者が0になる可能性が高い。』と認識しており、契約以前に入札公告に踏み切るのが非常に困難な状況であった。実際、入札前に日立造船は「年度内完成は絶対に不可能である」と伝えており、入札後に申し出た工期の延長期間は3ヶ月と非常に長い。 |
| (受注業者)(平成22年)3月末までに完成させる認識で契約したが、当社にとっての最適工期ではないため、その事実関係を説明し、当社が適切と考える工程を提案し、初回の打合せで協議した。この際の工事打合簿が県に受理されたことから、(平成22年)5月末までの工期が認められたと判断して、5月末を目標とする実施工程を組んだ。あくまで協議であるので、理解いただけない場合は、3月末の契約工期をもって工事を完成させなければならないと思っていた。 | 製作工事における契約直後の工期変更は、入札をやり直さなければならないレベルの条件変更であり、このような申し出は通常まず行わない。一般的に請負者にとって工期が短いことは工期延長の理由になり得ない。 |
| (関係職員)日立造船と工期延長の約束はしていない。予算措置がないこと、事故繰越の難しさから、そのような約束ができるはずがない。 一方、志摩建設事務所の担当者から、日立造船と工期延長の約束があったと感じられる連絡があったとの証言もある。 | 事故繰越の難しさも予算措置も契約前後で何も変化がなかったにもかかわらず、「そのような約束ができるはずがない」と思っていた年度を跨ぐ工期延長の約束を契約直後にあっさり行っており事実と矛盾している。また、日立造船と工期延長の約束があったと感じられる連絡は証言ではなく改竄された文書に記載がある。 |
| (受注業者)県から、1者入札となる可能性が高いとか、予定価格に近い入札額でも大丈夫という情報は受けていないし、工期延長の約束もない。契約工期が（平成22年）3月末であることを認識しており、リスクはあるが、最短で3月末でやりきれるとの判断のもと入札し、契約した。2回目の公告から技術提案書提出までの間に、志摩建設事務所とのやりとりはなかった。                                                                                     | やりとりは公告から技術提案書提出までの間ではなく公告前に行われており、期間を限定して否定することに意味がない。 |

### 公文書改竄
以下の理由から、情報公開請求19件に対して11件の文書を改竄した。文書はシュレッダーにかけられたが、共有サーバの復元データ、およびバックアップファイル等から多くの資料が復元された。ただし2件については最終的に復元できなかった。
通常、情報公開請求を行った場合、個人情報に関わるなどの理由で、公開された公文書の一部が黒塗りの「不開示」となることはあるが、その場合、請求者は第三者機関に不服申し立てができる。しかし、このケースのように文書そのものを修正してしまうと、そもそも改竄の事実を見抜くことが極めて難しい。
| 番号 | 開示決定書類                                                         | 開示決定書類 | 書換え等の有無 |
| ---- | -------------------------------------------------------------------- | ------------ | -------------- |
| (1)  | H20鳥羽港港湾改修交付申請ヒアリング〔第1回)                          | H20. 5.27    | 無             |
| (2)  | 平成20年度鳥羽港改修(地方)交付決定についてL                          | H20. 7. 3    | 無             |
| (3)  | H20鳥羽港港湾改修交付申請打ち合わせ                                  | H20. 7.16    | 有 (復元不可)  |
| (4)  | 平成20年度鳥羽港改修事業交付申請ヒアリング                           | H20. 7.23    | 無             |
| (5)  | 鳥羽港打ち合わせ(平成20年10月15日)                                   | H20.10.15    | 有 (復元不可)  |
| (6)  | 鳥羽港港整備交付金運用について打ち合わせ                             | H20.11.13    | 有             |
| (7)  | 平成21年度交付申請ヒアリング及び平成20年度鳥羽港改修変更認可について | H21. 3.25    | 有             |
| (8)  | 鳥羽港港湾改修事業における防波堤(東)ケーソン工事について             | H21. 7.14    | 有             |
| (9)  | 鳥羽港打合せ(調整函発注)                                             | H21. 7.16    | 有             |
| (10) | 鳥羽港調整函発注検討について                                         | H21. 7.27    | 有             |
| (11) | 中部地整からの資料要求への対応について(鳥羽港佐田浜)                 | H21. 8.19    | 無             |
| (12) | 鳥羽港港整備交付金の延伸について                                     | H21.10. 8    | 有             |
| (13) | 鳥羽港港i整備交付金翌債承認について(供覧)                            | H21.12.17    | 無             |
| (14) | 鳥羽港海岸事業に関する事業期聞の確認及び改善の見通しについて         | H21.12.18    | 無             |
| (15) | 打合せ記録                                                           | H22. 2.12    | 有             |
| (16) | 打合せ記録                                                           | H22. 2.18    | 無             |
| (17) | 打合せ記録                                                           | H22. 2.25    | 無             |
| (18) | 打合せ記録                                                           | H22. 2.25    | 有             |
| (19) | 復命書(打合せ記録)                                                   | H22. 3. 4    | 有             |

(1)から(14)は平成24年1月 6日 情報公開請求
(15)から(19)は平成24年1月30日 情報公開請求
書き換えなど有：11件、なし：8件

## 経緯

### 事故繰越承認まで
| 2009年 2月17日 | 補助金の交付を受ける |
| 2009年 3月25日 | ケーソンの工程が厳しいことについて中部地方整備局より指導を受ける。                                                                   |
| 2009年 6月12日 | 入札公告（工期：212日） |
| 2009年 7月 2日 | 参加者がなく入札不調 |
| 2009年 7月     | 入札参加可能業者にヒアリング(入札不参加の理由に全業者が工期が短いことを挙げる。)                                                     |
| 2009年 7月14日 | 年度内完成が極めて困難であるため事故繰越について地整と相談。                                                                         |
| 2009年 7月16日 | 受注意志の確認をした日立造船から「年度内完成は絶対に不可能であるが当初設計の段階では(入札公告は)年度内工期でよい。」と回答を受ける。 |
| 2009年 7月27日 | 当初発注時の工期は平成22年3月末とすると県庁と志摩建設事務所で方針確認                                                                |
| 2009年 8月7日  | 条件を変更して再公告（工期：2010年3月30日限り(192日) ）                                                                              |
| 2009年 9月9日  | 日立造船が落札（一者入札 落札率99.99%）                                                                                              |
| 2009年 9月14日 | 県と日立造船が2010年3月30日までの工期で契約                                                                                          |
| 2009年 9月28日 | 日立造船から県への2010年6月末までの工期延長の申し出を受諾。                                                                          |
| 2010年 2月10日 | 日本で7隻の希少な重機の故障を理由とする事故繰越を国に申し出（却下される。)                                                           |
| 2010年 2月27日 | チリ地震発生、翌日には鳥羽港にも津波被害                                                                                             |
| 2010年 3月12日 | チリ地震によって海底基礎が動いたことを理由に事故繰越を申請                                                                           |
| 2010年 3月30日 | 事故繰越が認められる |

### 情報公開請求以降
| 2012年 1月 6日 | 朝日新聞が情報公開請求(2012年 1月20日部分開示)                                                                                               |
| 2012年 1月30日 | 朝日新聞が情報公開請求(2012年 2月 6日部分開示)                                                                                               |
| 2012年 6月28日 | 朝日新聞朝刊に上記のうち2件の公文書に書換え等の疑いがあることについて掲載。                                                                  |
| 2012年 6月28日 | 三重県県土整備部公共工事適切執行調査委員会による調査開始                                                                                     |
| 2012年 7月 6日 | 同調査終了 |
| 2012年 7月 9日 | 開示請求後の文書の改竄があったことを発表。                                                                                                   |
| 2012年 7月10日 | 調査開始 |
| 2012年 7月12日 | 関係職員12名(うち退職職員1名)から聞き取りを開始                                                                                              |
| 2012年 7月13日 | 県情報公開審査会が知事に異例の意見書を提出。                                                                                                 |
| 2012年 7月19日 | 外部有識者に坪井俊輔弁護士、岡本祐次・三重短大名誉教授（経済理論）、水谷法美・名古屋大大学院工学研究科教授（社会基盤工学）を選任したと発表。 |
| 2012年 7月27日 | 調査チーム第2回会合。11件の改竄を確認。 |
| 2012年 7月31日 | 第1回外部有識者会議。改竄11件のうち2件が復元不可能と報告。                                                                                   |
| 2012年 8月20日 | 調査チーム第3回会合 |
| 2012年 8月21日 | 第2回外部有識者会議。調査チームからの状況報告。                                                                                              |
| 2012年 8月27日 | 調査チーム第4回会合 |
| 2012年 8月29日 | 外部有識者会議開催 |
| 2012年 8月31日 | 調査チームによる調査結果を公表。11件の公文書改竄と事故繰越の不正、虚偽の写真使用等の複数の不正を認める。                                     |
| 2012年 9月 1日 | 改竄当時の港湾・海岸室長(課長級)を県土整備部付とする人事異動を発表。                                                                         |
| 2012年 9月 7日 | 対策チームによる再発防止策の骨子を報道機関に発表                                                                                             |
| 2012年 9月12日 | 県防災県土整備企業常任委員会で事故繰越前提での発注の疑いがあると指摘                                                                         |
| 2012年 9月18日 | 県議会において、年内に過去5年の事故繰越手続きと過去3年の公文書開示請求に不正がなかったか調査すると鈴木知事が言及。                           |
| 2012年 9月30日 | 再発防止チーム初会合。年内の防止策とりまとめに向けて10月中に聞き取り開始の方針を固めた。                                                     |
| 2012年10月25日 | 職員の関係職員の懲戒処分が行われる。 |
| 2012年10月26日 | 再発防止のための管理職員を対象とする研修が始まる                                                                                             |
| 2012年11月20日 | 補助金返還にかかる補正予算案を県議会に上程                                                                                                   |

## 原因と再発防止策

### 原因
鳥羽港改修工事に係る調査報告書では背景・要因として
- 不適正な工事手続きと公文書書き換えの2つに共通する要因
- 不適正な工事手続き固有の要因
- 公文書書き換え固有の要因

の3つの分類を行ってそれぞれについて言及している。

#### 共通する背景・要因[56]
- 職員のコンプライアンス意識の低さ
- 職員の危機意識の低さ
- 公共事業の執行に対する強い責任感

意識の問題として位置づけ、上記の3つを原因として挙げているが、特に「公共事業に対する強い責任感」については、新聞から批判を受けており、議会では「間違った責任感」であると指摘を受けている。再発防止のための管理職員の研修においても、講師より「問題は強い責任感からではなく、困難な問題解決を回避しようとして起きた」と否定されている。

#### 不適正な工事手続きの背景・要因[56]
- 県土整備部の方針
- 専門性の高い特殊な工事
- 厳しい工期
- 難しい事故繰越

報告書は県土整備部の方針として県幹部・国の総意で行った組織の方針の問題、工期や専門性、事故の証明などの技術的問題と検査システムの問題を列挙しているが、特に報告書は県幹部が不正を認識していたかどうかを記載せず、チリ地震を事由に事故繰越を申請する方針を定めたと記述しており問題の本質に迫っていない。
また、合法的に事業を進める唯一の手段が早期の県単予算の充当であったが、これをどうしても充当できない理由が記述されていない。県単予算を充当するか虚偽の事故繰越申請を行うかの二者択一の中で意図的に後者を選択した結果起こった不正である。
直接的には、ケーソンが年度内に完成する見こみがなく事故繰越申請は不正であることを認識しながら、幹部職員が県土整備部の方針として職員に組織的に虚偽資料を作成させていたことと、担当職員も公文書偽造が犯罪と認識しながら部の方針に安易に従ったことが原因である。
事故繰越は2回目の入札前から想定しており、日立造船も年度内完成は不可能であると入札前に伝えて工期延長前提で契約している。9月28日の初回打ち合わせの工程表
よりも実工程は1ヶ月縮めており
、監督職員および日立造船の工程管理能力が事故繰越の原因ではないのは明らかである。
また、写真や工事検査の問題は派生的に生じた問題であり、水中であるか否かといった技術的問題は虚偽申請をスムーズに通すための問題に過ぎない。当初から事故繰越を想定していた本件において専門性の高さについては事故繰越との因果関係が全くなく意味不明である。

#### 公文書書き換え等の背景・要因[60]
不適正な工事手続きや事故繰越について問われるのを避けるために行われたと考えられるとしている。

## 関連リンク
- 三重県議会2012年9月12日 防災県土企業常任委員会(三重県議会中継)
- 鳥羽港改修工事に係る調査結果について(三重県)
- 三重の港湾と海岸/鳥羽マリンタウン21事業(三重県)
- 鳥羽マリンタウン21(鳥羽市)
- 繰越ガイドブック(財務省)